# Кам'янсько-Дніпровська міська рада
Ка́м'янсько-Дніпро́вська міська́ ра́да — адміністративно-територіальна одиниця та орган місцевого самоврядування в Кам'янсько-Дніпровському районі Запорізької області. Адміністративний центр — місто Кам'янка-Дніпровська.

## Загальні відомості
Кам'янсько-Дніпровська міська рада утворена в 1918 році. 
У 2017 році, в рамках проведення децентралізації, жителі міста Кам’янка – Дніпровська, сіл Велика Знам’янка та Новоолексіївка Кам'янсько-Дніпровського району Запорізької області зробили свій вибір та обрали курс на об’єднану територіальну громаду. 19 травня 2017 року після проведених місцевих виборів та визнання повноважень новообраних депутатів та міського голови офіційно розпочала свою роботу Кам’янсько – Дніпровська об’єднана територіальна громада.
- Територія ради: 28,4 км²
- Населення громади: 21232 осіб
- Водоймища на території, підпорядкованій даній раді: Каховське водосховище

## Населені пункти
Міській раді підпорядковані населені пункти:
- м. Кам'янка-Дніпровська, с. Велика Знам'янка, с. Новоолексіївка

## Склад ради
Рада складається з 26 депутатів та голови.
- Голова ради: Антоненко Володимир Володимирович
- Секретар ради: Тягун Дмитро Леонідович

### Керівний склад попередніх скликань
| Прізвище, ім'я, по батькові       | Основні відомості                                                       | Дата обрання | Дата звільнення |
| --------------------------------- | ----------------------------------------------------------------------- | ------------ | --------------- |
| Дунаєв Олександр Єгорович         | Міський голова, 1953 року народження, освіта вища, член Партії регіонів | 31.10.2010   | 25.10.2015      |
| Дятлов Андрій Васильович          | Міський голова, 1965 року народження, освіта вища                       | 25.10.2015   | 19.05.2017      |
| Антоненко Володимир Володимирович | Міський голова, 1977 року народження, освіта вища                       | 19.05.2017   |                 |